# Samira Rocha
Samira Pereida da Silva Rocha (født d. 26. Januar 1989 i Recife) er en brasiliansk håndboldspiller som spiller for ungarske Kisvárdai KC og Brasiliens håndboldlandshold. I 2013 var hun med til at vinde Verdensmesterskabet; det første for både Brasilien og Sydamerika.
Hun deltog også under VM i håndbold 2011 i Brasilien.